# Università di Marne la Vallée
L'Università di Marne la Vallée (in francese, Université Paris-Est Marne-la-Vallée, UPEMLV) è una università fondata nel 1991. Larga parte delle facoltà sono a Champs-sur-Marne.
Nel 2007, è entrata a far parte del Polo di ricerca Université Paris-Est, da cui trae l'attuale nome.
Scompare nel 2020 nel profilo dell'Università Gustave Eiffel.